# NGC 4429
NGC 4429 (другие обозначения — UGC 7568, MCG 2-32-61, ZWG 70.93, VCC 1003, IRAS12249+1123, PGC 40850) — галактика в созвездии Дева.
Этот объект входит в число перечисленных в оригинальной редакции «Нового общего каталога».
Имеет хлопьевидный ядерный диск молекулярного газа, а также балдж квадратной или оранжевой формы.